# Trzebiechów (gmina)
Pour les articles homonymes, voir Trzebiechów.
Trzebiechów est une gmina rurale (gmina wiejska) de la powiat de Zielona Góra, dans la Voïvodie de Lubusz, dans l'ouest de la Pologne.
Son siège administratif (chef-lieu) est le village de Trzebiechów, qui se situe environ 19 kilomètres au nord-est de Zielona Góra.
La gmina couvre une superficie de 80,99 kilomètres carrés pour une population de 3 214 habitants en 2006.

## Histoire
De 1975 à 1998, la gmina est attachée administrativement à la voïvodie de Zielona Góra.

Depuis 1999, elle fait partie de la voïvodie de Lubusz.

## Géographie
La gmina inclut les villages et localités de :

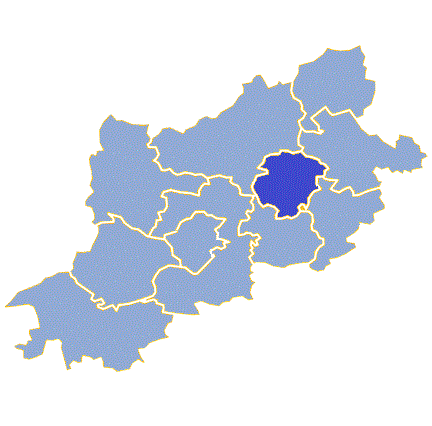
Plan de la gmina

- Borek
- Gębice
- Głęboka
- Głuchów
- Ledno
- Mieszkowo
- Ostrzyce
- Podlegórz
- Radowice
- Sadowo
- Swarzynice
- Trzebiechów

### Gminy voisines
La gmina de Trzebiechów est voisine des gminy suivantes :
- Bojadła
- Kargowa
- Sulechów
- Zabór
- Zielona Góra

## Structure du terrain
D'après les données de 2002, la superficie de la commune de Trzebiechów est de 80,99 kilomètres carrés, répartis comme telle :
- terres agricoles : 60%
- forêts : 25%

La commune représente 5,16% de la superficie du powiat.

## Démographie
Données du 30 juin 2004:
| Description        | Total  | Total | Femmes | Femmes | Hommes | Hommes |
| ------------------ | ------ | ----- | ------ | ------ | ------ | ------ |
| Unité              | Nombre | %     | Nombre | %      | Nombre | %      |
| Population         | 3 268  | 100   | 1 621  | 49,6   | 1 647  | 50,4   |
| Densité (hab./km²) | 40,4   | 40,4  | 20     | 20     | 20,3   | 20,3   |